# Парфьонов Дмитро Володимирович
Дмитро Володимирович Парфьонов (* 11 вересня 1974, Одеса, УРСР) — колишній український футболіст, захисник, відомий виступами за низку українських та російських клубів, а також за національну збірну України. Нині — тренер.

## Клубна кар'єра
Вихованець одеського футболу. Грав за юнацьку команду місцевого «Чорноморця», а 1992 року дебютував у головній команді клубу. На той час одеська команду була одним з лідерів українського футболу, регулярно займаючи призові місця в чемпіонатах України. Виступав у «Чорноморці» до 1997 року, вигравши за цей період срібні медалі чемпіонату сезонів 1994-95 та 1995-96, бронзу першості в сезонах 1992-93 та 1993-94, а також двічі ставши володарем Кубка України (в розіграшах 1992 та 1993-94).
Влітку 1997 року перейшов до дніпропетровського «Дніпра», в якому відіграв лише першу половину сезону 1997-98. На початку 1998 переїхав до Росії, уклавши контракт з московським «Спартаком». Перейшовши до московської команди, у першому ж сезоні став чемпіоном Росії, згодом повторив цей успіх у наступних трьох сезонах поспіль. З 2002 року почав втрачати місце в основі «червоно-білих», протягом наступних 2½ сезонів (з початку 2003 по літо 2005) провів лише 12 матчів в чемпіонатах Росії.
Другу половину 2005 року відіграв у московському «Динамо». 2006 року перейшов до першолігових «Хімок», допомігши яким того ж сезону підвищитися у класі до російської Прем'єр-ліги.
Влітку 2007 року повернувся до України, уклавши контракт з київським «Арсеналом», у складі якого провів лише 8 матчів в сезоні 2007-08, після чого вирішив завершити ігрову кар'єру.
Однак вже 2009 року вирішив повернутися до футболу, потрапивши до заявки російської команди «Сатурн» (Раменське). Відіграв за цю підмосковну команду до кінця сезону 2010 року.

## Виступи за збірні
Був учасником першого в історії офіційного матчу молодіжної збірної України, товариської гри проти білоруських однолітків, яка відбулася 28 жовтня 1992 року. Захищав кольори української молодіжки до кінця 1995 року, за цей час взявши участь у 21 офіційній грі та відзначившись одним забитим голом.
З 1996 року почав викликатися до табору національної збірної України, у складі якої дебютував 9 квітня 1996 року у товариській зустрічі проти збірної Молдови. Активно залучався до ігор головної команди України протягом 1996 року та, пізніше, під час виступів у «Спартаку», у 2001 році. Остання гра — 31 березня 2004 року проти македонців. Усього взяв участь у 18 матчах української збірної.

## Досягнення та нагороди

### Командні
- Володар Кубка України (2): 1992, 1993-94
- Чемпіон Росії (4): 1998, 1999, 2000, 2001
- Володар Кубка Росії (1): 1998

### Тренерські
- Володар Кубка Росії (1): 2017-18

### Особисті
- Включений до переліку «33 найкращі футболісти України» (5): 1999, 2000, 2001, 2002, 2004

## Статистика

### Матчі у складі збірної України
| Дата       | Місто     | Господарі          | Результат  | Гості     | Турнір            | Голи | Примітки         |
| ---------- | --------- | ------------------ | ---------- | --------- | ----------------- | ---- | ---------------- |
| 09/04/1996 | Кишинів   | Молдова            | 2 – 2      | Україна   | товариський матч  | -    |                  |
| 01/05/1996 | Самсун    | Туреччина          | 3 – 2      | Україна   | товариський матч  | -    |                  |
| 13/08/1996 | Київ      | Україна            | 5 – 2      | Литва     | товариський матч  | -    |                  |
| 31/08/1996 | Белфаст   | Північна Ірландія  | 0 – 1      | Україна   | Відбір до ЧС 1998 | -    | Вийшов на 69'    |
| 23/03/1997 | Київ      | Україна            | 1 – 0      | Молдова   | товариський матч  | -    | Замінений на 46' |
| 13/11/1999 | Любляна   | Словенія           | 2 – 1      | Україна   | Відбір до ЧЄ 2000 | -    | Замінений на 62' |
| 26/02/2001 | Нікосія   | Румунія            | 1 – 0 д.ч. | Україна   | товариський матч  | -    |                  |
| 28/02/2001 | Ларнака   | Кіпр               | 4 – 3 д.ч. | Україна   | товариський матч  | -    |                  |
| 02/06/2001 | Київ      | Україна            | 0 – 0      | Норвегія  | Відбір до ЧС 2002 | -    |                  |
| 06/06/2001 | Київ      | Україна            | 1 – 1      | Уельс     | Відбір до ЧС 2002 | -    |                  |
| 15/08/2001 | Рига      | Латвія             | 0 – 1      | Україна   | товариський матч  | -    | Замінений на 60' |
| 01/09/2001 | Мінськ    | Білорусь           | 0 – 2      | Україна   | Відбір до ЧС 2002 | -    |                  |
| 05/09/2001 | Львів     | Україна            | 3 – 0      | Вірменія  | Відбір до ЧС 2002 | -    |                  |
| 10/11/2001 | Київ      | Україна            | 1 – 1      | Німеччина | Відбір до ЧС 2002 | -    | Вийшов на 72'    |
| 14/11/2001 | Дортмунд  | Німеччина          | 4 – 1      | Україна   | Відбір до ЧС 2002 | -    |                  |
| 27/03/2002 | Констанца | Румунія            | 4 – 1      | Україна   | товариський матч  | -    |                  |
| 17/05/2002 | Москва    | Україна            | 2 – 0      | Югославія | товариський матч  | -    | Замінений на 73' |
| 31/03/2004 | Скоп'є    | Північна Македонія | 1 – 0      | Україна   | товариський матч  | -    |                  |
| Усього     |           | Матчів             | 18         |           | Голів             | 0    |                  |

### Статистика клубних виступів
| Сезон     | Команда          | Ігри | Голи |
| --------- | ---------------- | ---- | ---- |
| 1992      | «Чорноморець» Од | 12   | 0    |
| 1992/93   | «Чорноморець» Од | 28   | 0    |
| 1993/94   | «Чорноморець» Од | 32   | 3    |
| 1994/95   | «Чорноморець» Од | 33   | 6    |
| 1995/96   | «Чорноморець» Од | 34   | 0    |
| 1996/97   | «Чорноморець» Од | 25   | 1    |
| 1997/98   | «Дніпро» Д       | 13   | 3    |
| 1998      | «Спартак» М      | 29   | 1    |
| 1999      | «Спартак» М      | 17   | 0    |
| 2000      | «Спартак» М      | 25   | 4    |
| 2001      | «Спартак» М      | 26   | 4    |
| 2002      | «Спартак» М      | 16   | 2    |
| 2003      | «Спартак» М      | 1    | 0    |
| 2004      | «Спартак» М      | 9    | 4    |
| 2005      | «Спартак» М      | 2    | 0    |
| 2005      | «Динамо» М       | 6    | 0    |
| 2006 (1д) | «Хімки»          | 6    | 0    |
| 2007      | «Хімки»          | 9    | 0    |
| 2007/08   | «Арсенал» К      | 8    | 0    |
| 2009      | «Сатурн»         | 4    | 0    |
| 2010      | «Сатурн»         | 13   | 0    |

## Тренерська кар'єра

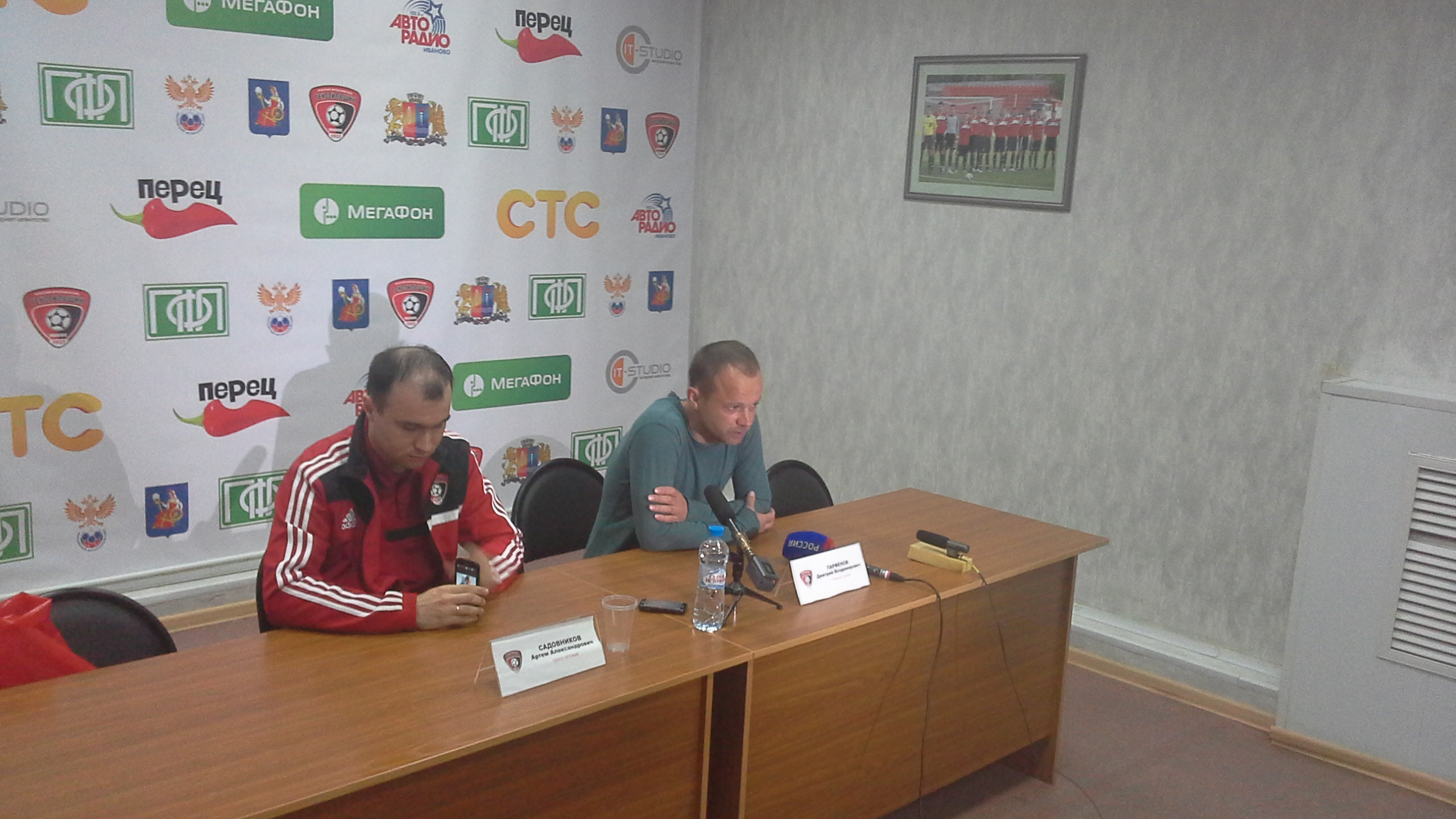
Дмитро Парфьонов на післяматчевій прес-конференції за підсумками матчу «Текстильник» (Іваново) — «Вологда» 22 квітня 2014 року

В кінці червня того ж року очолив ФК «Текстильник» (Іваново). У першому сезоні під його керівництвом команда завоювала бронзові нагороди у Другому дивізіоні в зоні «Захід». З червня 2013 роки йому допомагає в «Текстильнику» інший відомий футболіст Вадим Євсєєв.
У лютому 2014 року Дмитро Парфьонов отримав тренерську ліцензію категорії «А». На початку 2015 року відбувся перший етап навчання на отримання ліцензії «PRO».
7 серпня 2015 року було оголошено про те, що Парфьонов йде з «Текстильника», 12 серпня він підписав контракт з клубом ФНЛ «Тосно» терміном на два роки. В сезоні 2016/17 вивів команду уперше в її історії до вищого російського дивізіону. Наступного сезону команда тріумфувала у розіграші Кубка Росії, проте у чемпіонаті не змогла зберегти місце у Прем'єр-лізі і невдовзі була розформована.
21 травня 2018 року був призначений головним тренером команди іншого представника вищого російського дивізіону, клубу «Урал».

## Напад
У 1995 році, коли Дмитро виступав за «Чорноморець», в Одесі в його машину сіли невідомі, і погрожуючи ножами, змусили виїхати за місто, де напоїли Парфьонова горілкою з клофеліном. Дмитро прокинувся тільки через кілька годин без машини, грошей і документів.